# Spjutkastning för herrar i friidrott vid olympiska sommarspelen 2000
Spjutkastning för herrar vid olympiska sommarspelen 2000 i Sydney avgjordes 22-23 september. 

## Medaljörer
| Gren          | Guld                 | Guld         | Silver                       | Silver  | Brons                   | Brons   |
| Spjutkastning | Jan Železný Tjeckien | 90.17 m (OR) | Steve Backley Storbritannien | 89.85 m | Sergej Makarov Ryssland | 88.67 m |

## Resultat
- Q innebär avancemang utifrån placering i heatet.
- q innebär avancemang utifrån total placering.
- DNS innebär att personen inte startade.
- DNF innebär att personen inte fullföljde.
- DQ innebär diskvalificering.
- NR innebär nationellt rekord.
- OR innebär olympiskt rekord.
- WR innebär världsrekord.
- PB innebär personligt rekord.
- SB innebär säsongsbästa.

### Kval

#### Grupp A
| Placering | Totalt | Idrottare                    | Försök | Försök | Försök | Längd   | Noteringar |
| Placering | Totalt | Idrottare                    | 1      | 2      | 3      | Längd   | Noteringar |
| --------- | ------ | ---------------------------- | ------ | ------ | ------ | ------- | ---------- |
| 1         | 2      | Konstadinos Gatsioudis (GRE) | 88.41  | —      | —      | 88,41 m |            |
| 2         | 3      | Pål Arne Fagernes (NOR)      | X      | 81.49  | 86.74  | 86.74 m | NR         |
| 3         | 4      | Sergej Makarov (RUS)         | 85.60  | —      | —      | 85.60 m |            |
| 4         | 6      | Raymond Hecht (GER)          | 81.12  | 81.93  | 84.00  | 84.00 m | SB         |
| 5         | 7      | Dariusz Trafas (POL)         | 76.58  | 83.98  | —      | 83.98 m | PB         |
| 6         | 10     | Emeterio González (CUB)      | 78.70  | 82.64  | 77.72  | 82.64 m |            |
| 7         | 13     | Nick Nieland (GBR)           | 72.32  | 82.12  | X      | 82.12 m |            |
| 8         | 15     | Andrus Värnik (EST)          | 67.76  | 74.16  | 81.34  | 81.34 m |            |
| 9         | 16     | Andrew Martin (AUS)          | 78.65  | X      | 81.31  | 81.31 m |            |
| 10        | 17     | Gregor Högler (AUT)          | 80.89  | 76.57  | 80.05  | 80.89 m |            |
| 11        | 18     | Voldemārs Lūsis (LAT)        | 80.08  | X      | X      | 80.08 m |            |
| 12        | 19     | Harri Haatainen (FIN)        | 79.93  | X      | 78.46  | 79.93 m |            |
| 13        | 20     | Terry McHugh (IRL)           | 79.90  | 77.33  | 79.40  | 79.90 m |            |
| 14        | 21     | Adrian Hatcher (AUS)         | 77.58  | 79.23  | X      | 79.23 m |            |
| 15        | 30     | Jagdish Bishnoi (IND)        | 70.86  | 69.77  | X      | 70.86 m |            |
| 16        | 31     | Song Dong-Hyun (KOR)         | 68.85  | 70.48  | 67.98  | 70.48 m |            |
| 17        | 34     | Ali Saleh Al-Jadani (KSA)    | X      | X      | 68.70  | 68.70 m |            |
| —         | —      | Harri Hakkarainen (FIN)      | —      | —      | —      | NM      |            |

#### Grupp B
| Placering | Totalt | Idrottare                  | Försök | Försök | Försök | Längd   | Noteringar |
| Placering | Totalt | Idrottare                  | 1      | 2      | 3      | Längd   | Noteringar |
| --------- | ------ | -------------------------- | ------ | ------ | ------ | ------- | ---------- |
| 1         | 1      | Jan Železný (CZE)          | 89,39  | —      | —      | 89,39 m |            |
| 2         | 5      | Boris Henry (GER)          | 84.58  | —      | —      | 84.58 m |            |
| 3         | 8      | Steve Backley (GBR)        | 83.74  | —      | —      | 83.74 m |            |
| 4         | 9      | Aki Parviainen (FIN)       | 80.61  | 76.83  | 83.73  | 83.73 m |            |
| 5         | 11     | Breaux Greer (USA)         | 82.63  | 80.32  | 77.61  | 82.63 m | PB         |
| 6         | 12     | Mick Hill (GBR)            | 78.55  | 82.24  | X      | 82.24 m |            |
| 7         | 14     | Vladimir Ovtjinnikov (RUS) | 77.82  | X      | 82.10  | 82.10 m |            |
| 8         | 22     | Andrew Currey (AUS)        | 78.12  | 76.38  | 75.47  | 78.12 m |            |
| 9         | 23     | Patrik Bodén (SWE)         | 78.06  | 76.56  | 74.07  | 78.06 m |            |
| 10        | 24     | Vladimir Sasimovitj (BLR)  | 74.64  | X      | 78.04  | 78.04 m |            |
| 11        | 25     | Sergej Vojnov (UZB)        | X      | 75.89  | 74.98  | 75.89 m |            |
| 12        | 26     | Ēriks Rags (LAT)           | X      | 75.75  | X      | 75.75 m |            |
| 13        | 27     | Marián Bokor (SVK)         | 71.03  | 75.49  | X      | 75.49 m |            |
| 14        | 28     | Isbel Luaces (CUB)         | 75.17  | X      | 74.25  | 75.17 m |            |
| 15        | 29     | Arūnas Jurkšas (LTU)       | 71.36  | 73.05  | X      | 73.05 m |            |
| 16        | 32     | Maher Ridane (TUN)         | X      | 66.97  | 70.35  | 70.35 m |            |
| 17        | 33     | Nery Kennedy (PAR)         | 66.05  | 69.17  | 70.26  | 70.26 m |            |
| 18        | 35     | Dmitrij Sjnajder (KGZ)     | X      | 65.00  | 66.40  | 66.40 m |            |

#### Totala resultat i kvalet
| Placering | Idrottare                  | Längd   | Grupp | Noteringar |
| --------- | -------------------------- | ------- | ----- | ---------- |
| 1         | Jan Železný (CZE)          | 89,39 m | B     |            |
| 2         | Kostas Gatsioudis (GRE)    | 88.41 m | A     |            |
| 3         | Pål Arne Fagernes (NOR)    | 86.74 m | A     | NR         |
| 4         | Sergej Makarov (RUS)       | 85.60 m | A     |            |
| 5         | Boris Henry (GER)          | 84.58 m | B     |            |
| 6         | Raymond Hecht (GER)        | 84.00 m | A     | SB         |
| 7         | Dariusz Trafas (POL)       | 83.98 m | A     | PB         |
| 8         | Steve Backley (GBR)        | 83.74 m | B     |            |
| 9         | Aki Parviainen (FIN)       | 83.73 m | B     |            |
| 10        | Emeterio González (CUB)    | 82.64 m | A     |            |
| 11        | Breaux Greer (USA)         | 82.63 m | B     | PB         |
| 12        | Mick Hill (GBR)            | 82.24 m | B     |            |
| 13        | Nick Nieland (GBR)         | 82.12 m | A     |            |
| 14        | Vladimir Ovtjinnikov (RUS) | 82.10 m | B     |            |
| 15        | Andrus Värnik (EST)        | 81.34 m | A     |            |
| 16        | Andrew Martin (AUS)        | 81.31 m | A     |            |
| 17        | Gregor Högler (AUT)        | 80.89 m | A     |            |
| 18        | Voldemārs Lūsis (LAT)      | 80.08 m | A     |            |
| 19        | Harri Haatainen (FIN)      | 79.93 m | A     |            |
| 20        | Terry McHugh (IRL)         | 79.90 m | A     |            |
| 21        | Adrian Hatcher (AUS)       | 79.23 m | A     |            |
| 22        | Andrew Currey (AUS)        | 78.12 m | B     |            |
| 23        | Patrik Bodén (SWE)         | 78.06 m | B     |            |
| 24        | Vladimir Sasimovitj (BLR)  | 78.04 m | B     |            |
| 25        | Sergej Vojnov (UZB)        | 75.89 m | B     |            |
| 26        | Ēriks Rags (LAT)           | 75.75 m | B     |            |
| 27        | Marián Bokor (SVK)         | 75.49 m | B     |            |
| 28        | Isbel Luaces (CUB)         | 75.17 m | B     |            |
| 29        | Arūnas Jurkšas (LTU)       | 73.05 m | B     |            |
| 30        | Jagdish Bishnoi (IND)      | 70.86 m | A     |            |
| 31        | Song Dong-Hyeon (KOR)      | 70.48 m | A     |            |
| 32        | Maher Ridane (TUN)         | 70.35 m | B     |            |
| 33        | Nery Kennedy (PAR)         | 70.26 m | B     |            |
| 34        | Ali Saleh Al-Jadani (KSA)  | 68.70 m | A     |            |
| 35        | Dmitrj Sjnajder (KGZ)      | 66.40 m | B     |            |
| —         | Harri Hakkarainen (FIN)    | NM      | A     |            |

#### Final
| Placering | Idrottare                    | Försök | Försök | Försök | Försök | Försök | Försök | Längd   | Noteringar |
| Placering | Idrottare                    | 1      | 2      | 3      | 4      | 5      | 6      | Längd   | Noteringar |
| --------- | ---------------------------- | ------ | ------ | ------ | ------ | ------ | ------ | ------- | ---------- |
| 1         | Jan Železný (CZE)            | 89,41  | X      | 90,17  | X      | X      | 88,97  | 90,17 m | OR         |
| 2         | Steve Backley (GBR)          | 86.25  | 89.85  | X      | 80.99  | X      | X      | 89.85 m | SB         |
| 3         | Sergej Makarov (RUS)         | 88.67  | 85.90  | X      | X      | 86.67  | 85.30  | 88.67 m |            |
| 4         | Raymond Hecht (GER)          | 87.76  | X      | X      | X      | 76.11  | —      | 87.76 m | SB         |
| 5         | Aki Parviainen (FIN)         | 86.62  | 82.49  | 84.01  | X      | X      | 78.42  | 86.62 m |            |
| 6         | Konstadinos Gatsioudis (GRE) | 85.06  | X      | 83.73  | 83.53  | 86.53  | 83.32  | 86.53 m |            |
| 7         | Boris Henry (GER)            | 82.94  | 80.78  | 83.45  | X      | 85.78  | 83.31  | 85.78 m |            |
| 8         | Emeterio González (CUB)      | 76.13  | 78.55  | 83.33  | X      | X      | 77.19  | 83.33 m |            |
|           |                              |        |        |        |        |        |        |         |            |
| 9         | Pål Arne Fagernes (NOR)      | 80.06  | 83.04  | 72.01  |        |        |        | 83.04 m |            |
| 10        | Dariusz Trafas (POL)         | 75.11  | 82.30  | 82.01  |        |        |        | 82.30 m |            |
| 11        | Mick Hill (GBR)              | 81.00  | 80.92  | X      |        |        |        | 81.00 m |            |
| 12        | Breaux Greer (USA)           | 74.16  | X      | 79.91  |        |        |        | 79.91 m |            |